# Деперетеллы
Деперетеллы (лат. Deperetella) — вымерший род млекопитающих из семейства Deperetellidae отряда непарнокопытных, обитавших в Азии в среднем-позднем эоцене. Род выделен в 1925 году У. Д. Мэтью и Уолтером В. Грейнджером, которые назвали его в честь французского палеонтолога Шарля Депре. Типовой вид — Deperetella cristata.

## Описание
Переднекоренные зубы (премоляры) длиннее заднекоренных (моляров), на P3-P4 имеются хорошо развитые гиполофиды, передние конечности трёхпалые. Отличаются от Teleolophus размерами моляров. В посткраниальном скелете деперетелл есть много общего с Teleolophus, в частности: удлинённые и стройные конечности, относительно длинная и узкая лунная кость с немного вогнутым медиальным краем лучевой фасетки, редуцированная или сросшаяся с большеберцовой малоберцовая кость, три функциональных пальца на конечностях.

## Таксономия
Род Diplolophodon, выделенный Zdansky (1930) на основе верхнего зубного ряда из формации Хети (англ. Heti Formation) в Китае, у Radinsky (1965) определён как младший синоним деперетеллы. У В. Ю. Решетова и Л. П. Татаринова (1979), Tsubamoto et al. (2000) и в последующих публикациях Diplolophodon тоже оценивается как синоним деперетеллы, однако у Bai Bin (2023) он описан как валидный род в семействе Deperetellidae. Вид Deperetella birmanica из Мьянмы в 2005 году выделен в новый род Bahinolophus.